# Georg Frederik af Slesvig-Holsten-Sønderborg
Georg Frederik af Slesvig-Holsten-Sønderborg (18. december 1611 – 23. august 1676) var en sønderjysk fyrstelig fra Huset Oldenburg.
Han var søn af Hertug Alexander af Slesvig-Holsten-Sønderborg og Dorothea af Schwarzburg-Sondershausen.

## Eksterne links
- Hans den Yngres efterkommere